# SS Virginis

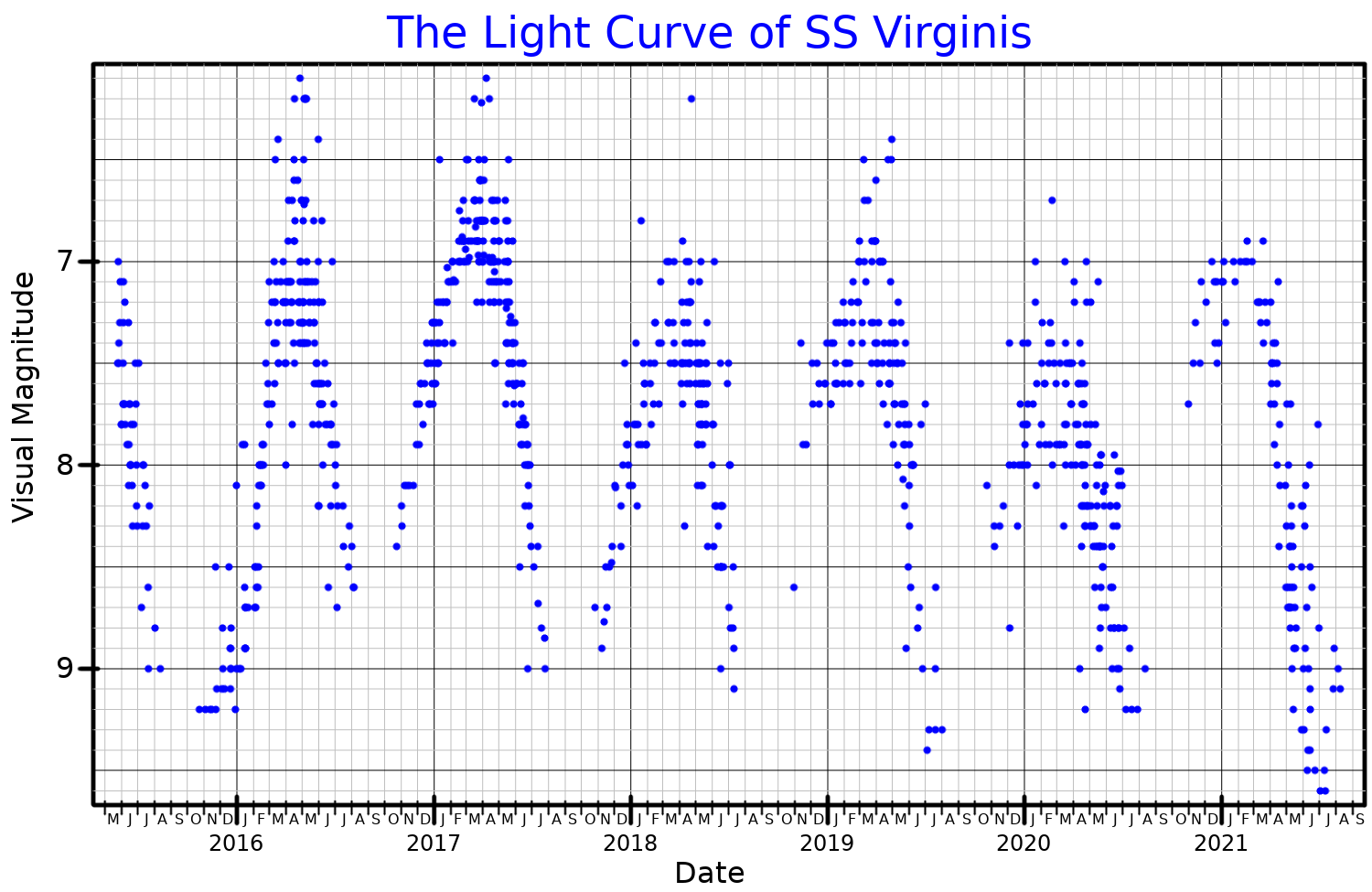
La curva de luz de SS Virginis a partir de los datos de banda V de AAVSO.

SS Virginis (SS Vir / HD 108105 / HIP 120212) es una estrella variable en la constelación de Virgo. Se encuentra a aproximadamente 1820 años luz de distancia del sistema solar.
SS Virginis es una estrella de carbono de tipo espectral CII catalogada como variable semirregular SRA.
Esta clase de variables son gigantes de tipos espectrales tardíos (M, C, S o Me, Ce, Se) que muestran periodicidad persistente y normalmente pequeñas amplitudes, menores de 2,5 magnitudes en banda V. Sus períodos están en el rango de 35 a 1200 días —el brillo de SS Virginis oscila entre magnitud aparente +6,0 y +9,6 a lo largo de un ciclo de 364,14 días.
Muchas de estas estrellas difieren de las variables Mira sólo en que sus amplitudes son menores.
Asimismo SS Virginis es —al igual que RU Virginis, también en Virgo— una estrella de carbono, cuya atmósfera estelar contiene más carbono que oxígeno, siendo su relación C/O de 1,08.
Su luminosidad es aproximadamente 8200 veces mayor que la luminosidad solar.
Investigaciones de alta resolución en la banda K del infrarrojo cercano por el método de ocultaciones han permitido determinar un valor muy preciso del diámetro angular de SS Virginis, a saber, 8,37 ± 0,07 milisegundos de arco. De acuerdo a su distancia estimada, tiene un radio aproximadamente 500 veces más grande que el radio solar. Si estuviese situada en el lugar del Sol, se extendería hasta el cinturón de asteroides, quedando englobados los cuatro primeros planetas —incluida la Tierra— en su interior.
Por otra parte, SS Virginis es una estrella extremadamente fría, con una temperatura efectiva de sólo 2445 ± 40 K.